# Waldemar Żurek

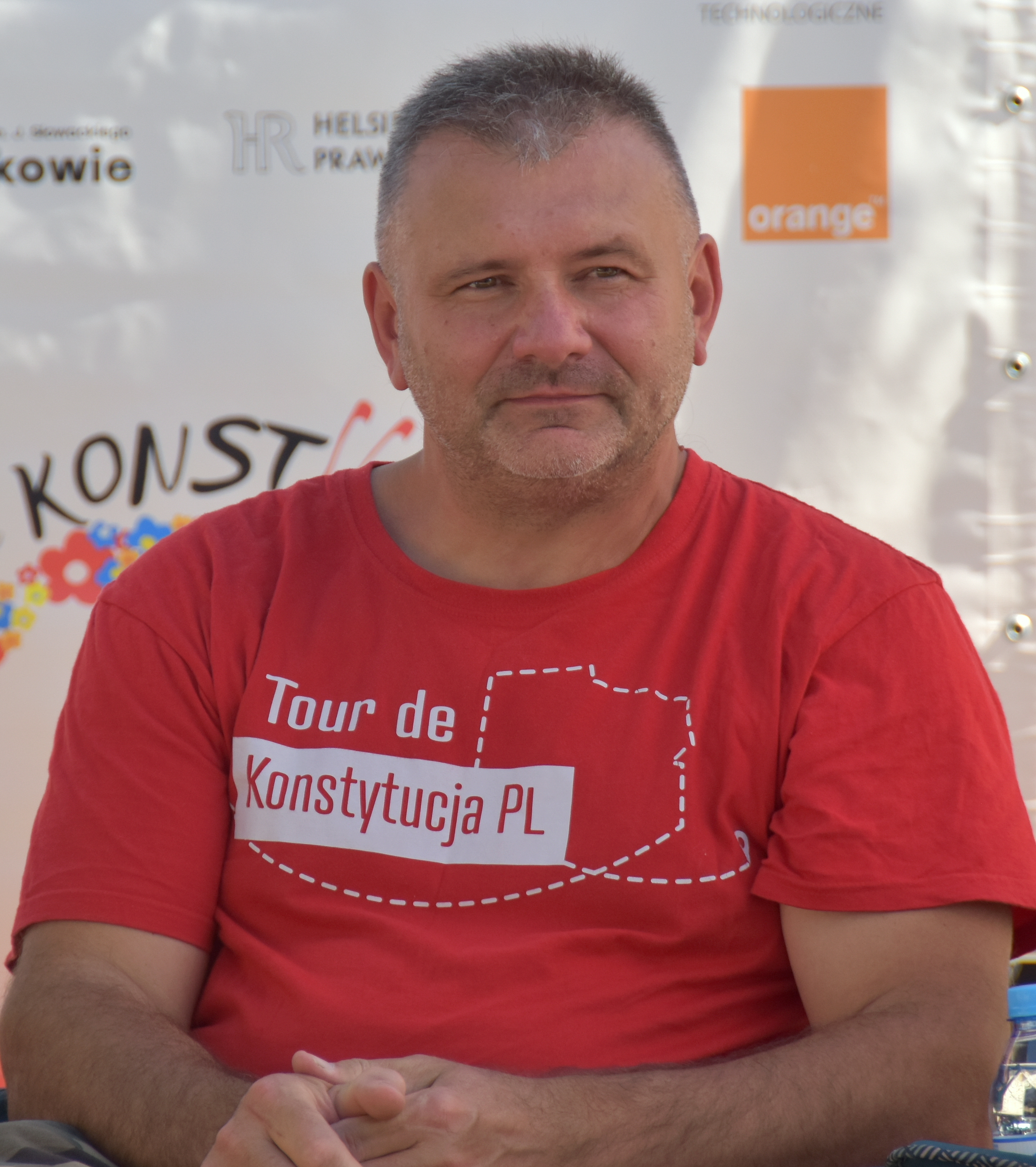
Waldemar Żurek podczas akcji Tour de KonstytucjaPL w Sanoku (2023)

Waldemar Jan Żurek (ur. 6 stycznia 1970 w Chrzanowie) – polski prawnik, były sędzia Sądu Okręgowego w Krakowie, członek Krajowej Rady Sądownictwa (2010–2018) oraz jej rzecznik prasowy (2018), minister sprawiedliwości w trzecim rządzie Donalda Tuska i prokurator generalny (od 2025).

## Życiorys
Absolwent Technikum Leśnego w Brynku i Wydziału Prawa i Administracji Uniwersytetu Jagiellońskiego. Jako uczeń działał w Konfederacji Polski Niepodległej.
Pełnił urząd sędziego Sądu Okręgowego w Krakowie; przez ponad 14 lat był również jego rzecznikiem prasowym. Od listopada 2002 do maja 2003 pracował jako główny specjalista w Ministerstwie Sprawiedliwości. Od maja 2009 do listopada 2009 oraz od czerwca 2010 do września 2010 był delegowany do Krajowej Szkoły Sądownictwa i Prokuratury, gdzie pełnił czynności administracyjne. 
W marcu 2010 został wybrany przez Zebranie Przedstawicieli Zgromadzeń Ogólnych Sędziów Okręgów do Krajowej Rady Sądownictwa (KRS). W lutym 2014 został wybrany do Rady na drugą kadencję uzyskując rekordową liczbę głosów. Do marca 2018 pełnił funkcję rzecznika prasowego KRS.
Podczas kryzysu wokół Sądu Najwyższego wziął udział w proteście pod Sejmem 16 lipca 2017 oraz opracował komunikat z apelem o udział w demonstracji przeciwko zmianom w wymiarze sprawiedliwości przed Pałacem Prezydenckim w listopadzie 2017. Zastępca rzecznika dyscyplinarnego przy Sądzie Apelacyjnym w Krakowie nie stwierdził podstaw do podejmowania wobec niego czynności dyscyplinarnych za udział w protestach przed Sejmem 16 lipca 2017.
W styczniu 2018 został odwołany przez nową prezes Sądu Okręgowego w Krakowie Dagmarę Pawełczyk-Woicką z funkcji rzecznika prasowego ds. cywilnych tego sądu. Po upublicznieniu nieprawdziwej informacji, że stało się to po „jednogłośnej pozytywnej opinii Kolegium Sądu Okręgowego”, sześcioro z ośmiorga członków Kolegium zrezygnowało z udziału w pracach Kolegium motywując to brakiem możliwości współpracy z Dagmarą Pawełczyk-Woicką i nieuprawnionymi treściami w protokole o odwołaniu sędziego Waldemara Żurka; śledztwo w sprawie poświadczenia nieprawdy przez prezes sądu wszczęła Prokuratura Krajowa. 
W lipcu 2018 został przeniesiony przez Dagmarę Pawełczyk-Woicką z II Wydziału Cywilnego Odwoławczego do I Wydziału Cywilnego (I instancja). W wydanych oświadczeniach Stowarzyszenie Sędziów „Themis” i Stowarzyszenie Sędziów Polskich „Iustitia” określiły to jako „politycznie motywowaną szykanę wobec tego sędziego” i „próbę zastraszenia sędziów występujących otwarcie przeciwko działaniom zmierzającym do politycznego podporządkowania wymiaru sprawiedliwości”.
W latach 2004–2008 był członkiem zarządu Stowarzyszenia Sędziów Polskich „Iustitia”. Od 2018 członek zarządu głównego Stowarzyszenia Sędziów „Themis”.
7 czerwca 2024 został zastępcą dyrektora ds. organizacyjnych Krajowej Szkoły Sądownictwa i Prokuratury.
23 lipca 2025 premier Donald Tusk ogłosił go kandydatem na urząd ministra sprawiedliwości. Następnego dnia prezydent RP Andrzej Duda powołał go na to stanowisko. Aby objąć funkcję ministra, musiał wcześniej zrzec się funkcji sędziego, z powodu zakazu łączenia tych dwóch funkcji.

## Wyrok ETPC
W wyroku z 16 czerwca 2022 ETPC orzekł, że Polska, przerywając kadencję Żurka w KRS w marcu 2018, naruszyła art. 6 ust. 1 EKPC, a szykanując go za medialne wypowiedzi przeciwko zmianom w sądownictwie i w rezultacie w obronie praworządności - również art. 10. ETPC zasądził na rzecz sędziego 15 tys. euro z tytułu szkód niemajątkowych i 10 tys. euro z tytułu kosztów i wydatków.

## Nagrody
- W 2016 sędzia Waldemar Żurek otrzymał nagrodę „Złoty Paragraf”, przyznawaną przez redakcję „Dziennika Gazety Prawnej” dla najwybitniejszych przedstawicieli świata prawniczego, w kategorii „Najlepszy sędzia”[26].
- Na uroczystości z okazji 6. rocznicy powstania Komitetu Obrony Demokracji, która odbyła się 27 listopada 2021 w Warszawie, otrzymał nagrodę „Przyjaciel Demokracji” w kategorii „Prawnik” – za niezłomne trwanie w oporze wobec łamania praworządności w połączeniu z ofiarną aktywnością obywatelską[27].
- W trakcie X Gali Nagrody, która odbyła się 17 grudnia 2022 w Lublinie, sędzia Waldemar Żurek został laureatem Nagrody im. prof. Zbigniewa Hołdy. Laudację na cześć sędziego wygłosił Adam Bodnar[28].

## Wybrane publikacje
- Liliana Kaltenbek-Skarbek, Waldemar Żurek: Prawo spadkowe. Poradnik. Kraków: 2002. ISBN 83-7333-057-7. Brak numerów stron w książce
- Liliana Kaltenbek-Skarbek, Waldemar Żurek: Prawo spadkowe. Wyd. 5. Warszawa: 2016. ISBN 978-83-264-8693-7. Brak numerów stron w książce
- Łukasz Bojarski (red.), Krzysztof Grajewski (red.), Jan Kremer (red.), Gabriela Ott (red.), Waldemar Żurek (red.): Konstytucja. Praworządność. Władza sądownicza. Aktualne problemy trzeciej władzy w Polsce. Warszawa: 2019. ISBN 978-83-8160-688-2. Brak numerów stron w książce

## Życie prywatne
W 2009 rozwiódł się z żoną, z pierwszego małżeństwa ma dwie córki.